# 鹿児島みらい農業協同組合
鹿児島みらい農業協同組合（かごしまみらいのうぎょうきょうどうくみあい）は、鹿児島県鹿児島市堀江町に本店、小川町に本部を置く農業協同組合。愛称は「JA鹿児島みらい」。
2018年（平成30年）3月1日に、かごしま中央農業協同組合、グリーン鹿児島農業協同組合、東部農業協同組合の3農協が合併して新設した。

## 概要
所管地域は鹿児島市（松元・郡山・喜入地区を除く）及び鹿児島郡三島村・十島村。県庁所在地である鹿児島市の大部分を所管し、信用事業・共済事業に強みをもつ都市型農協である。組合員数は県内の農協として最多。合併に当たっては新設合併方式を採用し、3農協は解散した。
主たる事務所は旧グリーン鹿児島農協の本部（鹿児島市小川町）に置き、営業上の本店は旧かごしま中央農協の本店（鹿児島市堀江町）を引き継いだ。また、初代代表理事組合長には旧グリーン鹿児島農協代表理事組合長の村山眞一郎が就任し、金融機関コードは旧かごしま中央（9229）を引き継いだ。
管内の農業は、消費地が近いという都市型農業のメリットを活かして、ビニールハウス等の園芸施設を利用したコマツナ、チンゲンサイなどの軟弱野菜、直売所への出荷を目的とした栽培が行われている。また、桜島地域の桜島小みかん、桜島大根など地域特性を活かした農産物の生産が行われているほか、肉用牛を中心とした畜産も盛んである。

## 沿革
- 2003年（平成15年）4月 - 当時のグリーン鹿児島、かごしま、鹿児島中央、東部、谷山の全5農協による「鹿児島地区JA合併推進協議会」が発足し、発会式が執り行われる[4]。
- 2005年（平成17年）11月 - グリーン鹿児島と谷山が合併に調印。翌年3月に谷山を統合して新生グリーン鹿児島農協が発足[5]。
- 2009年（平成21年）3月 - かごしま農協と鹿児島中央農協が合併し、新生かごしま中央農協が発足。
- 2016年（平成28年）- グリーン鹿児島、かごしま中央、東部の3農協が合併に向けた協議を開始。
- 2017年（平成29年）
  - 7月 - 3農協の合併後の新名称を公募[6]。
  - 10月 - 合併に向け協議していた3農協がそれぞれ臨時の総会や総代会を開き、翌年3月の合併を正式に決議[7] 。
- 2018年（平成30年）3月 - 3農協が新設合併して鹿児島みらい農協が発足。

## 特産品
- 桜島大根
- 軟弱野菜（コマツナ、チンゲンサイ等）
- 桜島小みかん
- 白ネギ
- ビワ
- ゴーヤー

## その他
名産の桜島小みかんの果汁を使用した桜島小みかんサイダー「桜の雫」は2015年の日本農業新聞「一村逸品」で金賞を受賞している（当時はグリーン鹿児島農協）。このほか、寶酒造とのタイアップによる「寶CRAFT＜桜島小みかん＞」など、管内農産物を活用した農業の6次産業化にも取り組んでいる。

## 直売所・関連施設
- 農産物直売所ごしょらん[10] - 鹿児島市吉野町3224-1

- アグリタウン小山田[11] - 鹿児島県鹿児島市小山田7705-1。活動火山周辺地域防災営農対策事業、基盤整備促進事業、経営構造対策事業を軸とした栽培、集出荷、経営支援拠点